# Мартин Питерс
Мартин Питерс (Лондон, 8. новембар 1943 — Лондон, 21. децембар 2019) био је енглески фудбалер и фудбалски тренер. Као играч репрезентације Енглеске која је освојила Светско првенство 1966. године, постигао је други од четири гола за свој тим у финалу против репрезентације Западне Немачке. Питерс је такође играо и на Светском првенству 1970. године.
Рођен је у Плајстову у Есексу, фудбалску каријеру започео је у Вест Хем јунајтеду, а након тога играо за Тотенхем хотспер, Норич Сити, Франкстон Сити, Шефилд јунајтед и Горлестон. Кратко време тренирао је Шефилд јунајтед, пре него што се повукао из професионалног фудбала 1981. године. Питер је био познат као „комплетни везни играч”, јер је могао да води лопту са обе ноге, био добар у ваздуху и тешко га је било чувати због брзог кретања.
Добро је изводио слободне ударце, а тренер репрезентације Енглеске Алф Ремзи после утакмице против репрезентације Шкотске 1968. године описао је Питерса као „десет година испред свог времена”. Његова свестраност је била таква да је у Вест Хем јунајтеду играо на свим позицијама, укључујући и голманску на својој трећој утакмици, замењујући повређеног Брајана Роудса. Пресласком из Вест Хем јунајтеда у Тотенхем хотспер 1970. године, постао је први британски фудбалер који је продат за 200.000 фунти.

## Биографија
Питерс је рођен 8. новембра 1943. године у општини Њуам у Лондону, током Другог светског рата. Његов отац Вилијамс Питерс био је радник на броду на Темзи. Недуго након што се Питерс родио, евакуисан је са мајком у Шропшир, како би избегао бомбардовање Лондона од стране Луфтвафеа. Када је имао седам годинa, заједно са породицом преселио се у Дагенхам у Источни Лондон, где је похађао основну школу Фаншејв.
Током фудбала у школи играо је на месту центрархалфа, али често и као бек. Због свог талента понудиле су му се омладинске школе Фулама, Арсенала, и Тотенхем хотспера и Челси Питерс није приступио ниједном од ових клубова као омладинац, али касније је желео да игра за Челси, где је играо његов пријатељ Тери Венаблес, касније познати фудбалер.  Након што је играо за школске клубове, у лето 1959. године потписао је за Вест Хем јунајтед, када је имао петнаест година.
Играо је у више клубова, најдуже у Вест Хем јунајтеду, од 1959. до 1970. године, а каријеру је завршио у Горлестону 1983. године. Године 1972. јавно је подржао Конзервативну партију Уједињеног Краљевства.
Године 1984. Питерс је након престанка каријере прешао у посао осигурања, који је водио све до јула 2001. године. Године 1988. придружио се Одбору Тотенхем хотспера и на тој функцији остао четири године, пре него што је одступио, али је радио у клупским апартманима. Такође је радио у апартманима за угоститељство на Утон парку, када је Вест Хем јунајтед играо мечеве. Године 2006. објавио је аутобиографску књигу „The Ghost of '66”, а исте године заједно са тренером репрезентације Енглеске Роном Гринвудом примљен је у Енглеску фудбалску кућу славних, због својих фудбалских доприноса. 
Године 2016. утврђено је да Питерс болује од алцхајмерове болести. Преминуо је 21. децембра 2019. године у доби од 76 година. Почаст су му одали припадници клубова за које је играо, укључујући Вест Хем, Тотенхем хотспер, Норвич Сити и друге. У његову част одигран је меч на стадиону Тотенхем хотспера.

## Клупска каријера
Питерс је свој први професионални уговор потписао у новембру 1960. године за Вест Хем јунајтед. Његов први тренер Тед Фентон напустио је клуб наредне године, да би га заменио Рон Гринвуд и имао велики утицај на Питерса и његов напредак. У својим првим годинама са Вест Хем јунајтедом, Питерс је играо и у дефанзивним и у везним редовима, пре него што га је Фентон подстакао да игра као десног бека. Дебитовао је на Велики петак 1960. у победи на домаћем терену резултатом 4:1 над екипом Кардиф Ситија. Први гол за Вест Хем јунајред постигао је у победи резултатом од 6:1 над Манчестер јунајтедом, 8. септембра 1962. године. Такође, 1962. године Питерс је играо као голман на утакмици Вест Хем јунајтеда против Картиф Ситија, након што је први голман Брајан Роудс повређен.
Током прве сезоне, Питерс је одиграо само пет утакмице са Вест Хем јунајтедом. Иако је у сезони 1963/1964. одиграо 32 лигашке утакмице, није играо никакву улогу у трци тима за ФА куп и није изабран да играо у финалу тог такмичења, које је одржано 1964. године на Вемблију и где је његов тим победио Престон Норт Енд резултатом 3:2. Наредне године се Питерс етаболирао као редовни играч у тиму и учествовоа у победи на Вемблију, када је његов тим освојио Куп победника купова победом над Минхеном 1860. Питерс је најчешће играо у пару са Едијем Бовингтоном и Ронијем Бојсом, који су му помагали у везном реду. Питерс је почео да буде у првој постави Вест Хем јунајтеда, а играо је и 1966. године, када је његов тим био други на Енглеском Лига купу. Питер је играо на две финалне утакмице и постигао гол у другој, али су Вест Бромвич албиони славили резултатом 5:3. Током сезоне 1968/1969. постигао хе хет-трик на мечу против Вест Брммвич албиона. То је уједно била његова најбоља сезона, постигао је 24 гола, а играо на 48 утакмица.
Осећајући да је у сенци Џефа Херста и Бобија Мура, Питерс је потражио нови изазво. У марту 1970. године добио је рекордних 200.000 фунти да пређе у Тотенхем хотспер. Дана 21. марта 1970. године Питерс је постигао први гол за Тотенхем хотспер, на мечу против Ковентри Ситија. Први трофеј са Тотенхем хотспером освојио је након победе над Астон Вилом резултатом 2:0, 1971. године у финалу Енглеског Лига купа. Такође је са својим тимом победио Вулверхемптон вондерерсе у финалу УЕФА Лига Европе 1972. године. Тотенхем хотспер је био једини енглески тим који је играо у финалу УЕФА Лиге Европе, све док Манчстед јунајред није победио Челси у фииналу УЕФА Лиге шампиона 2008. године. Године 1973. Питерс је поново освојио ФА куп са Тотенхем хотспером, а након тога играо још једну сезону, када је његов тим изгубио у финалу Купа УЕФА 1974. године од Фајенорд Ротердама. Питерс је у марту 1975. године прешао у Норич Сити, којим је управљао његов бивши саиграч из Вест Хем јунајтеда, Џон Бонд. Питерс је прешао за хонора од 40.000 фунти, а са Норвич Ситијем одиграо укупно 260 утакмица у свим такмичењима, постигавши 76 голова.
Када је имао 31. годину, дебитовао је за Норич, 15. марта 1975. године на мечу против Манчестер јунајтеда, који је завршен резултатом 1:1. Помогао је Норичу да се успостави у Првој дивизији Фудбалске лиге Енглеске одигравши више од 200 утакмица. Проглашен је играче сезоне Норич Ситија 1976. и 1977. године, а 2002. године увршћен је у Кућу славних Норич Ситија. Године 1978. док је још играо за Норич Сити, Питерс је добио Орден Британске империје за заслуге у фудбалу. Након тога путовао је у Аустралију и играо као гост-играч у Викторијанској државној лиги за клуб Франкон Сити. За њих је одиграо пет утакмица и постигао три гола. Дана 31. јула 1980. године потписао је уговор са Шефилд јунајтедом, где је играо као играч-тренер, а за који је одиграо 24 утакмице и постигао 4 гола. Током 1981. је био само тренер тима, заменивши Харија Хаслама. Питерс је након тога у периоду од 1982. до 1983. године играо за Горлестон.

## Каријера у репрезентацији
Алф Ремзи је брзо видео Питерсов питенцијал, а у мају 1966. године, млади Питерс позван је да игра за Енглеску против репрезентације Југославије. Енглеска је победила резултатом 2:0, а Питерсов деби оцењен је као изванредан, замало је постигао два гола и асистирао за шут Џимију Грејвсу и осталим играчима. У последњем припремном периоду, пре него што је одређен тим за Светско првенство, Питерс је одиграо у још две припремне утакмице, укључујући утакмицу против Финске где је постигао свој први међународни погодак у његовом другом наступу, а након тога изабран је за тим за Светско првенство 1966. године, заједно са саиграчима из Вест Хем јунајтеда, Бобијем Муром и Џефом Херстом. Питерс није играо у првој утакмици против репрезентације Уругваја која је завршена резултатом 0:0, а тадашњи тренер Енглеске је имао тактику да покаже јаку одбрану и вођство у нападу. Након тога, Питерс је постао идеалан играч за репрезентацију, за систем 4-1-3-2, због тога што је био јак и брз, а истовремено показивао издржљивост, дисциплину и имао снаге да се врати и помогне одбрани када за то буде потребно. Овај Питерсов систем је назван „чудом без крила”. Након тога, Ремзи је убацио Питер на утакмици против репрезентације Мексика, када је Енглеска победила резултатом 2:0. Задржао је своје место у тиму док је Енглеска играла у групи, на утакмицама против Аргентине и Португалије. У финалу Светског првенства 1966. године Питерс је постигао гол у 78 минуту утакмице, а његов тим је победио на продужетке 4:2.
Питерс је такође играо у три утакмице за репрезентацију Енглеске током Светског првенства 1970. године одржаном у Мексику. Играо је на утакмици против репрезентације Западне Немачке, где је постигао гол у другом полувремену, али је касније Ремзи направио такмичку грешку заменивши Мура и Питерса, те је Западна Немачка победила на продужетке резултатом 3:2. У лето 1972. године, Питерс је одиграо 50. меч за репрезентацију Енглеске у квалицијама за Европско првенство 1972. победивши репрезентацију Швајцарске резултатом 3:2. Енглеска није успела да напредује након другог пораза од Западне Немачке, која је освојила првенство. Међународно разочарење ублажено је након што је Питерс постигао гол на Вемблију 19. маја 1973. године на утакмици против репрезентације Шкотске, а то је био његов двадесети и последњи гол за репрезентацију. Током квалификација за Светско првенство 1974. године, Енглеска је имала лош учинак и није се квалификовала, а у то време Питерс је био капитен тима. У доби од 30 година, Питерсова каријере у репрезентацији почела је да пропада. За репрезентацију Енглеске одиграо је још три утакмица, укупно 67, а званично је завршио каријеру за репрезентацију 18. маја 1974. године на мечу против репрезентације Шкотске на Хемпден парку.

## Тренерска каријера
Његово чекање да постане тренер није дуго трајала, након што се као играч 1981. године повукао из Шефилд јунајтеда, преузео је посао тренера овог клуба. Водио је Шефилд јунајтед на 16 утакмица, који је био 12 на табели, али није успео да заустави његов падо, освојивши победе на само три утакмице. Први и једини пут након тога, Шефилд јунајтед је пребачен у Четврту дивизију, а Питерс је поднео оставку.
По одласку из професионалног фудбала у јануару 1981. године, након угледне каријере без повреда, одиграо је укупно 882 утакмице и постигао 220 голова. Након што је напустио Шефилд јунајтед, Питерс је провео сезону 1982/1983. играјући у одбрани за Горлестон у Лиги источних држава.

## Статистика
| Статисика         | Статисика         | Статисика         | Лига | Лига | Куп    | Куп    | Укупно | Укупно |
| Сезона            | Клуб              | Лига              | Ута  | Гол  | Ута    | Гол    | Ута    | Гол    |
| Енглеска          | Енглеска          | Енглеска          | Лига | Лига | ФА куп | ФА куп | Укупно | Укупно |
| ----------------- | ----------------- | ----------------- | ---- | ---- | ------ | ------ | ------ | ------ |
| 1961–62           | Вест Хем јунајтед | Прва дивизија     | 5    | 0    |        |        |        |        |
| 1962–63           | Вест Хем јунајтед | Прва дивизија     | 36   | 8    |        |        |        |        |
| 1963–64           | Вест Хем јунајтед | Прва дивизија     | 32   | 3    |        |        |        |        |
| 1964–65           | Вест Хем јунајтед | Прва дивизија     | 35   | 5    |        |        |        |        |
| 1965–66           | Вест Хем јунајтед | Прва дивизија     | 40   | 11   |        |        |        |        |
| 1966–67           | Вест Хем јунајтед | Прва дивизија     | 41   | 14   |        |        |        |        |
| 1967–68           | Вест Хем јунајтед | Прва дивизија     | 40   | 14   |        |        |        |        |
| 1968–69           | Вест Хем јунајтед | Прва дивизија     | 42   | 19   |        |        |        |        |
| 1969–70           | Вест Хем јунајтед | Прва дивизија     | 31   | 7    |        |        |        |        |
| 1969–70           | Тотенхем хотспер  | Прва дивизија     | 7    | 2    |        |        |        |        |
| 1970–71           | Тотенхем хотспер  | Прва дивизија     | 42   | 9    |        |        |        |        |
| 1971–72           | Тотенхем хотспер  | Прва дивизија     | 35   | 10   |        |        |        |        |
| 1972–73           | Тотенхем хотспер  | Прва дивизија     | 41   | 15   |        |        |        |        |
| 1973–74           | Тотенхем хотспер  | Прва дивизија     | 35   | 6    |        |        |        |        |
| 1974–75           | Тотенхем хотспер  | Прва дивизија     | 29   | 4    |        |        |        |        |
| 1974–75           | Норич Сити        | Друга дивизија    | 10   | 2    |        |        |        |        |
| 1975–76           | Норич Сити        | Прва дивизија     | 42   | 10   |        |        |        |        |
| 1976–77           | Норич Сити        | Прва дивизија     | 42   | 7    |        |        |        |        |
| 1977–78           | Норич Сити        | Прва дивизија     | 34   | 7    |        |        |        |        |
| 1978–79           | Норич Сити        | Прва дивизија     | 39   | 10   |        |        |        |        |
| 1979–80           | Норич Сити        | Прва дивизија     | 40   | 8    |        |        |        |        |
| 1980–81           | Шефилд јунајтед   | Трећа дивизија    | 24   | 4    |        |        |        |        |
| Укупно            | Енглеска          | Енглеска          | 722  | 175  |        |        |        |        |
| Укупно у каријери | Укупно у каријери | Укупно у каријери | 722  | 175  |        |        |        |        |

## Награде и трофеји

### Клуб
Вест Хем јунајтед
- Куп победника купова: 1964–65.
- Енглески Лига куп другопласирани: 1965–66.

Тотенхем хотспер
- Енглески Лига куп: 1970–71, 1972–73.
- УЕФА Куп: 1971–72; другопласирани: 1973–74.
- Англо-италијански Лига куп: 1971.

### Репрезентација
Репрезентација Енглеске
- Светско првенство: 1966.
- Европско првенство треће место: 1968.

### Остале награде
- Орден Британске империје за заслуге на пољу фудбала, 1978. године.[58]